# Constanza Tobío Soler
Constanza Tobío Soler (Montevideo, 1954) es Premio Nacional de Sociología 2021 y Catedrática de Sociología en la Universidad Carlos III de Madrid. Ha sido profesora visitante de las Universidades de Roma, Bath, Siena, Montevideo y París, entre otras. Sus áreas principales de investigación son el género, la relación entre familia-empleo y las familias monoparentales.

## Biografía
Constanza Tobío Soler es hija del diplomático, escritor y traductor Lois Tobío Fernández. Nació en Uruguay durante el exilio de la familia, y regresa con ella a España en la década de los años 60. Se licenció en Sociología, especialidad de Ecología Humana y Población, por la Facultad de Ciencias Políticas y Sociología de la Universidad Complutense de Madrid en el año 1977, y en  Ciencias Políticas, especialidad Sociología Política, por la misma Facultad en el año 1979. Pronto pasó a dedicarse a la investigación y la docencia, desde 1980  en la Facultad de Ciencias Políticas y Sociología de la Universidad Complutense de Madrid, y a partir de 1991 en la Universidad Carlos III de Madrid.

## Trayectoria profesional
Sus áreas principales de investigación son el género, la relación familia-empleo, las relaciones intergeneracionales y las aportaciones de las sociólogas desde los comienzos de la disciplina sobre las cuales ha publicado extensamente en las principales revistas científicas de sociología española e internacional y diversos libros. Ha sido Directora del Departamento de Humanidades, Ciencia Política y Sociología y del Departamento de Análisis Social de la Universidad Carlos III de Madrid, así como Vicedecana del Grado en Sociología y Directora del Máster Europeo en Política y Sociedad y del Máster en Estudios Transatlánticos. Como miembro de diversas redes europeas de investigación ha trabajado sobre la relación familia-empleo o las redes familiares con Claudine Attias-Donfut, Gunhild Hagestad, Jane Lewis o Truide Knijn, entre otras sociólogas, historiadoras o politólogas. 

## Publicaciones
Ha investigado sobre las familias monoparentales resultado del cual el libro Las familias monoparentales en España, en co-autoría con Juan Antonio Fernández Cordón. En 2005 publicó Madres que Trabajan. Dilemas y Estrategias, un libro de gran repercusión que constituye una referencia  en el estudio del proceso de cambio social que experimentarion las mujeres españolas entre finales del siglo XX y comienzos del XXI. Gendering Citizenship in Western Europe (2007) en coautoría con Ruth Lister y Fiona Williams, entre otras,trata sobre la incorporación de las mujeres a la ciudadanía en Europa. Otro de sus libros destacados es E cuidado de las personas. Un reto para el siglo XXI, en co-autoría con M. Silveria Agulló y M. Victoria Gómez y M. Teresa Martín donde se aborda la problemática del cuidado desde una perspectiva teórica y empírica. A lo largo de su carrera como investigadora y docente Constanza Tobío Soler ha publicado una gran cantidad de artículos para revistas especializadas como: Cuadernos de relaciones laborales (Estado y familia en el cuidado de las personas), Papers: revista de sociología (Igualdad y diferencia en la profesionalización de las artistas, comentarios a los textos de Alejandra Val Cubero y Natalia Izquierdo), Revista internacional de sociología (Cuidado e identidad de género. De las madres que trabajan a los hombres que cuidan), Eduga: revista galega do ensino (Os horarios escolares: un punto negro da conciliación), entre otras muchas. También a colaborado en obras colectivas, como:
- Las relaciones de género en la familia. Junto a María Ángeles Durán Heras (dir.) España 2015: Situación social / coord. por Cristóbal Torres Albero, 2015, ISBN 9788474766967, p. 424-434.
- Conciliación o contradicción: cómo hacen las madres trabajadoras. En la obra Cambios familiares y trabajo social / coord. por Teresa Jurado Guerrero, 2007, ISBN 978-84-96062-95-5, p. 175-204.
- Public Policies and Private Strategies: Family and Employment in Spain. New Women of Spain: Social-Political and Philosophical Studies of Feminist Thought / Elisabeth M. de Sotelo (ed. lit.), 2005, ISBN 3825861996, p. 317-325.

Además ha publicado diversos libros, entre los que destacamos:
- Madres que trabajan: dilemas y estrategias. Madrid: Cátedra, 2005. ISBN 84-376-2218-2.